# Mezri Haddad
 (décembre 2023).
Pour les articles homonymes, voir Haddad.
Mezri Haddad, né le 2 juillet 1961 au Kram, est un journaliste, écrivain, philosophe et diplomate tunisien.

## Biographie
Docteur en philosophie morale et politique de l'université Paris-Sorbonne et premier candidat musulman à avoir été qualifié par le Conseil national des universités françaises comme maître de conférences en théologie catholique, il est l'auteur de plusieurs essais portant principalement sur la politique et la religion (islam et christianisme).
Il intervient régulièrement dans la presse française (Le Figaro, Libération et Le Monde), belge (Le Soir) ou suisse (Tribune de Genève) et fait plusieurs apparitions sur France 24, LCI, Public Sénat, France Ô et France 2.
Il est également, de 2007 à 2009, codirecteur du Daedalos Institute of Geopolitics, un think tank basé à Nicosie et qui a été créé à l'initiative du ministère chypriote des Affaires étrangères. Fin 2009, il est nommé ambassadeur à l'Unesco, poste dont il démissionne en janvier 2011, avant la chute de Zine el-Abidine Ben Ali.
Il est le fondateur du Centre international de géopolitique et de prospective analytique et membre du comité des consultants de la revue Politique internationale.

## Jeunesse

### Formation et premières expériences
Originaire de Monastir par son père, Mezri Haddad est né au Kram, dans la banlieue nord de Tunis, où il a passé son enfance et une partie de son adolescence, dans une famille de la classe moyenne. Son père Mohamed, syndicaliste et militant destourien de la première génération ayant appartenu au réseau de la résistance dans la région de Menzel Bourguiba, est tourneur-ajusteur à la centrale thermique de La Goulette. Sa mère, originaire de Mateur, est couturière et mère au foyer.
Après des études secondaires au lycée de La Goulette, c'est en 1979 que naît la vocation de Mezri Haddad pour le journalisme : il signe son premier article, intitulé « Un jeune Tunisien très en colère », dans La Presse de Tunisie. Ce n'est que trois ans plus tard qu'il signe son second article, « L'effet Wassila », dans Jeune Afrique ; il y critique violemment la première dame de Tunisie, une figure intouchable à l'époque. Arrêté puis pardonné, il entame une carrière de journaliste dans la presse officielle avec un passage éclair dans la revue Dialogue puis le quotidien L'Action tunisienne, d'où il est renvoyé pour incompatibilité avec l'esprit de ce journal, l'organe officiel du Parti socialiste destourien au pouvoir.
Il trouve un point de chute au sein du magazine culturel et artistique de la radio-télévision tunisienne mais démissionne en janvier 1984 en pleines émeutes du pain et quitte la Tunisie pour la France : « Je n'avais plus d'avenir dans un pays qui tire sur l'avenir », écrit-il trois ans plus tard dans Le Temps. Il s'inscrit à la Sorbonne en choisissant la section de philosophie. En 1987, année de l'arrivée au pouvoir du président Zine el-Abidine Ben Ali, Mezri Haddad, longtemps opposé au régime de Bourguiba, émet des réserves quant à la nature du nouveau pouvoir et met en garde contre l'unanimisme ambiant et le retour au culte de la personnalité.

### Études supérieures
En 1987, il obtient son DEUG en philosophie puis une licence en 1988. Il s'inscrit alors en sociologie et suit les cours des professeurs Raymond Boudon, François Bourricaud et Bernard Valade. Parallèlement, il participe durant trois années au séminaire de Dominique Chevallier consacré à l'histoire du monde arabe. En 1989, année de la chute du mur de Berlin, il soutient sa maîtrise de philosophie morale et politique, intitulée L'idéologie communiste et l'islamisme : analyse et perspectives, dans laquelle il démontre les points de convergences entre les totalitarismes rouge (communisme) et vert (théocratie islamiste). Dans un article publié dans Le Monde du 25 avril 2009, Mezri Haddad dénonce le « fascisme vert ».
En 1990, il obtient son DEA sur le thème du « matérialisme historique et luttes des classes chez Karl Marx ». La même année, il s'inscrit en thèse de doctorat, dans la section philosophie morale et politique, sous la direction de Claude Polin. La problématique des rapports entre l'autorité spirituelle et le pouvoir temporel dans l'islam et dans le christianisme est le sujet de la thèse de 982 pages qu'il soutient en 1997. Selon les membres du jury, par sa démarche comparatiste et pluridisciplinaire, Haddad montre que le théologico-politique est le problème majeur de toutes les religions et de toutes les civilisations, la « maladie théocratique » n'étant donc pas une particularité islamique. Selon Mohammed Arkoun, « par sa démarche résolument comparatiste et heuristique », la thèse de Mezri Haddad est « une première en matière d'islamologie et de théologie comparée, qui renoue avec la haute tradition de l'orientalisme philosophique ».

## Carrière professionnelle

### Journaliste
Après ses premiers pas dans la presse du Parti socialiste destourien, et une fois installé en France, il est longtemps le correspondant permanent du magazine tunisien Réalités. Il en devient éditorialiste et chroniqueur jusqu'à sa démission en 1992 pour atteinte à sa liberté d'expression. Il continue néanmoins son combat dans la presse française et signe en 1992 son premier article dans Libération au sujet de la couscous connection. Selon l'universitaire canadienne Lise Garon, « Haddad est probablement le seul Tunisien à avoir signé un article concernant l'implication du frère du président dans cette affaire de trafic international de drogue ». Toujours selon Lise Garon, « Haddad, qui signe de son vrai nom ses articles dans les journaux européens, demeure un cas exceptionnel. Pour la plupart, les journaux tunisiens se sont rangés aux côtés du général-président ».
En 1994, Mezri Haddad est aussi le seul Tunisien à soutenir la candidature de son ami Moncef Marzouki à l'élection présidentielle, dans un article de Libération. À cause de cet article, le quotidien est interdit en Tunisie : « Dans son édition du 23 mars, Libération avait publié un article d'un opposant tunisien, Mezri Haddad, qui condamnait notamment l'absence de processus démocratique dans son pays. Cette édition n'avait pas été mise en vente en Tunisie » selon le rapport de Reporters sans frontières, qui signale que d'autres mesures de censure frappent le quotidien pour les mêmes raisons : « L'édition du 29 mars 1995 du quotidien français Libération est introuvable dans le pays. Un article de Mezri Haddad, un opposant en exil à Paris, s'en prend aux dictatures qui se concertent pour vaincre la vie et annihiler la liberté des peuples ».

### Universitaire
Entre 1989 et 1993, il sert comme assistant du professeur Jacqueline Brisset, à Paris-II, en philosophie du droit et histoire des idées politiques. De 1991 à 1992, Pierre Aubenque, grand spécialiste d'Aristote, le prend comme chercheur au Centre de recherche sur la pensée antique, laboratoire associé au Centre national de la recherche scientifique (CNRS).
De 1999 à 2001, il est chercheur au Centre d'histoire des sciences et des philosophies arabes et médiévales, laboratoire dirigé par Roschdi Rasched et associé au CNRS. À la même époque, il est enseignant d'histoire (ATER) à Paris VII, affecté à l'UFR « Géographie et sciences de la société ». De 2003 à 2005, il est chargé d'enseignement vacataire à HEC dans un séminaire baptisé « Religions et cultures ».

## Activités politiques
Très tôt, Mezri Haddad prend ses distances avec le régime du président Zine el-Abidine Ben Ali. En 1989, il réitère ses critiques contre l'unanimisme et le culte de la personnalité qui ont déjà emporté le régime de Habib Bourguiba. Entre 1989 et 1991, il est l'un des rares intellectuels à contester ouvertement, dans la presse tunisienne, la dérive autoritaire du régime. Il appelle au dialogue avec l'opposition, au respect des droits de l'homme et à l'ouverture démocratique. Interdit de parole en Tunisie, il poursuit son combat dans le quotidien Libération, le seul journal à lui ouvrir ses colonnes à l'époque.
Après trois années d'attente, la France lui accorde le statut d'exilé politique en 1995. Respecté par toutes les mouvances de l'opposition et sans appartenir à aucune d'entre elles, Mezri Haddad devient selon Lise Garon une pièce maîtresse de l'échiquier politique tunisien. Selon celle-ci, à chaque article paru dans Libération, il déclenche une crise diplomatique entre la France et la Tunisie. Mohamed Mzali dit alors de lui qu'il est le véritable cerveau de l'opposition tunisienne en exil ainsi que le pont entre celle-ci et l'opposition de gauche à l'intérieur du pays. Il ajoute que « Mezri Haddad a été l'un des rares intellectuels tunisiens à prendre sa plume pour me défendre publiquement alors qu'il ne me connaissait pas personnellement. Mieux, il avait quitté la Tunisie en janvier 1984 après avoir démissionné de la revue de la RTT (Radiotélévision tunisienne) où il avait fait ses premiers pas de journaliste. Il n'était donc ni destourien, ni un petit apparatchik qui venait de perdre ses privilèges, ni un ambitieux calculateur ».
Dans une interview donnée au quotidien belge Le Soir en 1997, il dénonce la paranoïa et la « susceptibilité quasi pathologique » du régime, ainsi que la menace intégriste, tout en privilégiant les moyens pacifiques et démocratiques pour la combattre. Il appelle également à revenir à l'esprit et à la lettre de la déclaration du 7 novembre 1987, « à condition que les mauvais conseillers du prince quittent définitivement le palais de Carthage ». Deux hommes influents semblent avoir joué un rôle décisif dans le rapprochement entre le président Ben Ali et Mezri Haddad : Mohamed Masmoudi, ancien ministre des Affaires étrangères à l'époque de Bourguiba, et Béchir Ben Yahmed, patron de Jeune Afrique. Dès 1998, ce dernier le persuade de rompre l'exil et de rentrer en Tunisie mais Haddad ne revient au pays qu'en avril 2000, quelques jours avant le décès de Bourguiba. Il rencontre alors le président et plaide pour une amnistie générale et le retour des exilés politiques en Tunisie, notamment Ahmed Ben Salah et Mzali.
Avec son nouvel ouvrage, Non Delenda Carthago. Carthage ne sera pas détruite publié aux éditions du Rocher en 2002, il s'en prend violemment à l'opposition mais n'épargne pas non plus certaines figures du pouvoir, notamment son aile dure qu'il accuse d'avoir radicalisé le régime et d'avoir considérablement limité la liberté d'expression. Il continue néanmoins de défendre le régime tunisien, justifiant cet appui par son choix du réformisme libéral et du gradualisme démocratique et son rejet des alternatives révolutionnaires qui ne profiteraient, selon lui, qu'aux éléments les plus réactionnaires, notamment aux intégristes.
En novembre 2004, à la suite de l'élection présidentielle, il subit les foudres du régime en raison d'un article de Jeune Afrique où il compare Ben Ali au général Franco, appelle au dialogue avec l'opposition patriotique et plaide pour une amnistie générale et le retour des exilés politiques. Les caciques du Rassemblement constitutionnel démocratique (RCD) au pouvoir réagissent alors par un violent article contre lui, publié dans le même magazine sous le titre « Avec Ben Ali, la Tunisie sait où elle va. Mais où va le bateau ivre de Mezri Haddad ? ».
En novembre 2009, après une traversée du désert de quatre ans, Mezri Haddad est nommé par le président Ben Ali comme ambassadeur de la Tunisie auprès de l'Unesco, pourvoyant un poste vacant depuis 1996. Le RCD réagit très mal à cette nomination et, selon Maghreb Confidentiel, Ben Ali a pris cette décision « contre l'avis de son principal conseiller politique, Abdelwahab Abdallah ».
Le 15 novembre 2016, il assiste à la convention présidentielle de Marine Le Pen consacrée à la question des banlieues. Critiqué par ceux qu'il appelle les islamo-gauchistes et les Frères musulmans, il réplique que cette question des banlieues a toujours été importante pour lui et qu'il y a même consacré un ouvrage collectif en 2005. Il rappelle qu'en tant qu'homme « libre et décomplexé », il répond aux invitations de tous ceux qui l'invitent, en citant Nicolas Dupont-Aignan et Alain Juppé, indépendamment de leurs convictions idéologiques.

## Révolution tunisienne
Également chargé de mission académique à la présidence de la République, il défend la ligne progressiste et réformiste au sein du régime, dans la continuité de Mohamed Charfi, Dali Jazi et Slaheddine Maaoui. Face au soulèvement qui agite le pays, il prend d'abord fait et cause pour le régime jusqu'au 13 janvier 2011 et déclare : 
« Si cette situation continue en Tunisie, la horde que vous vous appelez le peuple, le peuple monsieur, le peuple va travailler. Le peuple s'inquiète, est chez lui. Le peuple est dans son entreprise, dans son foyer, et s'inquiète de cette déferlante de hordes. Et toutes les hordes du monde se ressemblent [...] Cette horde-là, cette déferlante, cette horde fanatisée est en train de brûler, de casser, de s'en prendre aux biens publics et privés, et bientôt, si on les laisse finir, et si vous continuez à faire l'apologie de cet anarchisme en marche en Tunisie, bien sûr que bientôt on aura ces hordes : attaquer les gens chez eux, les violer, les voler et les massacrer, absolument. »
À la surprise générale, il annonce le lendemain matin sa démission de son poste d'ambassadeur auprès de l'Unesco, quelques heures avant l'annonce du départ du président Ben Ali à qui il écrit : « Si vous la refusez, cela signifierait pour moi que, désormais, je servirai un État démocratique. Si vous l'acceptez, ce serait pour moi une délivrance et pour vous une déchéance ». Mezri Haddad est le seul ambassadeur à avoir démissionné de son poste après l'avoir occupé quatorze mois. Comble des paradoxes, c'est un disciple de Bernard-Henri Lévy, Raphaël Haddad, qui lui rend hommage en écrivant que « Mezri Haddad a offert par sa démission ce jour un édifiant exemple de dignité et de courage individuel. Mais au-delà des remarquables qualités humaines dont sa décision dénote, cette démission est aussi un indice politique extrêmement puissant ». Le 16 février, Mezri Haddad déclare la naissance du Mouvement néo-bourguibiste, mouvement dont il annonce l'auto-dissolution début mars dans le quotidien Le Temps. Le 19 août 2011, le parti de l'Union néo-bourguibienne est légalisé à l'initiative de Mohsen Feki.
Après la révolution, Mezri Hadadd choisit de nouveau l'exil en France, d'où il continue à mener son combat « pour une Tunisie souveraine, démocratique et séculière » et à batailler contre l'idéologie des Frères musulmans et contre le wahhabisme, aussi bien dans les pays arabes qu'en France. L'article le plus objectif sur la pensée et le parcours de Mezri Haddad reste celui que l'intellectuel algérien Noureddine Dziri a publié dans Jeune Afrique le 5 janvier 2004, sous le titre de « Mezri Haddad ou le dilemme du savant et du politique ».
En juin 2022, à la suite de onze ans d'exil volontaire, Mezri Haddad décide de revenir en Tunisie après avoir soutenu, dans un long article du Figaro, le coup de force autoritaire du président Kaïs Saïed. Selon Jeune Afrique, il aurait rencontré Kaïs Saïed lors de « deux visites nocturnes à Carthage ». Depuis, il semble avoir pris ses distances avec le régime tunisien eu égard à sa dérive populiste et autocratique.

## Positions dans les médias
Cette section ne s'appuie pas, ou pas assez, sur des sources secondaires ou tertiaires indépendantes du sujet. Le texte peut contenir des analyses inexactes ou inédites de sources primaires.
Pour l'améliorer, ajoutez-en, ou placez des modèles {{Source secondaire souhaitée}} ou {{Source secondaire nécessaire}} sur les passages mal sourcés. (décembre 2023)

### Événements du 11 septembre 2001
Dans ses deux articles, « Par-delà le bien et le mal » publié dans Libération du 19 septembre 2001 et « Le virus théocratique » publié dans Le Figaro du 3 octobre 2001, il est l'un des premiers intellectuels arabes en France à condamner les attentats du 11 septembre 2001. Il désigne clairement la cible, Oussama ben Laden, et justifie la traque des talibans en Afghanistan. Il s'oppose par contre radicalement à l'invasion de l'Irak par les troupes américaines.

### Affaire du voile islamique
Dans son article « Voile islamique : la loi au-dessus de la foi », il défend le principe de l'interdiction du port du voile dans les établissements scolaires et affirme que ce problème ne relève pas seulement des libertés individuelles mais touche à la stratégie intégriste faisant du voile un symbole de prosélytisme idéologique.

### Choc des civilisations
Dans son article « Prélude au choc des civilisations », il dénonce jusqu'à la légitimité du concept et accuse les néo-conservateurs d'attiser le feu de la discorde entre l'Orient et l'Occident, entre islam et christianisme. Plus que Samuel Huntington, il désigne Bernard Lewis comme l'un des inspirateurs de cette logique d'affrontement.

### Conseil français du culte musulman
Dans ses articles « Un spectre hante l'hexagone : l'activisme islamiste » et « L'intégrisme, une chance pour la laïcité ! », il voit dans le processus électoral du Conseil français du culte musulman une erreur dans la mesure où ce processus conduirait les Frères musulmans à la tête de cet organe censé représenter l'ensemble des musulmans de France.

### Islamisme en Arabie saoudite
Dans son article « Le wahhabisme, négation de l'islam », il s'attaque violemment au régime saoudien qu'il accuse d'avoir encouragé et financé les mouvements intégristes dans le monde arabe, et critique le discours de Nicolas Sarkozy à Riyad. Pour lui, le wahhabisme est une hérésie de l'islam.

### Turquie et l'Europe
Dans son article « Le marchand de tapis et la stripteaseuse », il se prononce contre l'entrée de la Turquie dans l'Union européenne. Il dit préférer voir la Turquie à la tête d'un Commonwealth islamique plutôt que d'être le dernier wagon d'une Europe qui doit veiller à sa cohérence identitaire et à ses limites géographiques.

### Relations entre États-Unis et monde arabe
Dans l'article qu'il signe avec Antoine Sfeir, il critique la manière forte des néo-conservateurs et leur imposture de vouloir exporter la démocratie par les armes. Il plaide pour la sécularisation dans le monde arabe, sans laquelle la démocratie ne serait qu'une chimère.

### Shoah
Dans son article « La Shoah, second péché originel ou l'humanisme en question » paru dans Réalités, il s'attaque violemment à Mahmoud Ahmadinejad et dénonce l'antisémitisme chez les musulmans. Pour lui, le génocide est une tragédie humaine et universelle, un fait historique incontestable. Les musulmans devraient d'autant plus aisément reconnaître ce génocide qu'ils n'assument aucune responsabilité dans ce mal absolu qui a frappé les Juifs. Il affirme que le conflit israélo-palestinien ne doit en aucune façon justifier « l'abjection négationniste » et plaide pour la criminalisation de l'antisémitisme dans les pays arabes.

### Affaire Redeker
Dans son article « Plaidoyer pour une éthique de la responsabilité », il défend le droit inaliénable à la liberté d'expression, mais soupçonne en même temps Robert Redeker de jouer au provocateur par stratégie et communication et pour se faire un nom dans le milieu intellectuel français. Pour lui, attiser la haine des musulmans n'est pas une attitude responsable, ni respectable.

### Caricatures de Mahomet et discours du pape
Dans son article « Vrais et faux ennemis de l'islam », il apporte un soutien critique au pape Benoît XVI, considère que les musulmans n'ont rien compris à son discours de Ratisbonne et accuse les intégristes de profiter de la moindre occasion pour galvaniser la haine à l'égard des chrétiens, des juifs et de l'Occident en général. Dans l'affaire des caricatures de Mahomet, il défend le principe de liberté mais regrette les provocations inutiles et islamophobes.

### Islam et démocratie
Dans son article « Islamisme et démocratie : lequel dissout l'autre ? », il voit dans le succès électoral du Hamas une subversion de la démocratie et un sabotage du processus de paix israélo-palestinien. Avant d'instaurer la démocratie, il faut selon lui séculariser les pratiques, les normes et les mentalités arabes ; la démocratie sans la sécularité mène tout droit au totalitarisme théocratique.

### Laïcité positive
Dans l'article qu'il signe avec le philosophe Jean-François Mattéi, « Sarkozy, papiste ou gaulliste ? », il soutient Nicolas Sarkozy en estimant que la laïcité doit aussi évoluer. Le temps où la laïcité bataillait contre l'Église toute-puissante est révolu selon lui. Si la laïcité est un principe qu'il faut toujours défendre, le laïcisme qui voit dans la religion un ennemi mortel est une idéologie extrémiste qu'il faut dénoncer à ses yeux.

### Union pour la Méditerranée
Dans son article « L'Union pour la Méditerranée sera un projet de civilisation ou ne sera pas », il accueille très favorablement ce projet en mettant en garde contre les visions exclusivement économistes et utilitaristes. Pour avoir un sens, l'Union pour la Méditerranée devrait être conçue comme un projet stratégique et civilisationnel.

### Gaza et la question palestinienne
Dans son article « Gaza : la trahison des clercs », il critique le silence complice de certains intellectuels français et n'hésite pas à dénoncer l'aveuglement nationaliste de Bernard-Henri Lévy et d'André Glucksmann, selon lesquels la réaction d'Israël vis-à-vis des actions terroristes du Hamas n'est pas disproportionnée.

### Islam, islamisme et islamo-fascisme
Dans l'ensemble des articles qu'il a publié dans Le Monde des religions, il critique l'intégrisme islamiste en voyant dans ce phénomène idéologique et politique une altération grave des valeurs spirituelles de l'islam. Selon lui, la solution sécuritaire n'est pas suffisante mais il faudrait une révolution culturelle et une réforme radicale de l'islam pour réconcilier les musulmans avec la modernité.
Selon l'écrivain et professeur de littérature française à l'université catholique de Louvain, Vincent Engel, « le terme [d'« islamo-fascisme »] est apparu dans les années 1990 dans la foulée du doctorat d'un universitaire tunisien, Mezri Haddad, qui dénonçait déjà en 1989 les dérives de l'idéologie islamiste ». En janvier 2015, dans une tribune du Figaro, Haddad réitère avec force le même terme : « Le mal, c'est le cancer islamo-fasciste qu'on a laissé se métastaser dans les banlieues, les prisons, les mosquées, les associations, les écoles et même les universités ».

### Printemps arabe
Près de deux mois avant les premières élections démocratiques en Tunisie, organisées le 23 octobre 2011, il publie son livre La Face cachée de la révolution tunisienne. Islamisme et Occident, une alliance à haut risque dans lequel il annonce d'avance la victoire des islamistes, pas seulement en Tunisie mais partout dans le monde arabe. C'est que, pour lui, l'administration américaine a déjà donné son aval pour que les différents mouvements islamistes accèdent pacifiquement au pouvoir.
Sans verser dans les théories du complot et sans minimiser les causes objectives, sociales et économiques des soulèvements arabes, Mezri Haddad accuse clairement les États-Unis et ce qu'il appelle « Qatraël » (émirat du Qatar) de subversion au profit des islamistes. Pour lui, le printemps arabe n'est que l'application du Grand Moyen-Orient, le plan des néo-conservateurs que George W. Bush a commencé en Irak. C'est pour cette raison qu'il qualifie le président Barack Obama de « colombe aux ailes de faucons ».
Dans l'article « L'hiver sera-t-il islamiste ? », publié dans la Tribune de Genève le 1er octobre 2011, il utilise l'expression « hiver islamiste », reprise dans Le Quotidien d'Oran et une autre tribune, « Printemps arabe ou hiver islamiste », le 19 octobre. Dans une interview accordée au quotidien français France-Soir le 11 novembre, il reprend exactement le même titre interrogatif ; il est également l'auteur de la phrase-choc « Allah est grand et Bernard-Henri Lévy est son prophète ». C'est également lui qualifie le printemps arabe de « Sykes-Picot 2 », bien avant le penseur égyptien Mohamed Hassanein Heikal.
Mezri Haddad publie plusieurs essais politiques et géopolitiques dont le dernier au sujet de la crise russo-ukrainienne, Du conflit de civilisation à la guerre de substitution (2022), où il dénonce la russophobie primaire et critique violemment l'hégémonisme américain. Selon Hubert Védrine qui préface ce livre, « Mezri Haddad a vraiment des choses importantes à nous dire, qui justifient qu'on le lise et qu'on discute ses idées…Son courage est à saluer et il est à souhaiter que cette voix soit entendue ».

## Appartenance
- Société des gens de lettres : membre-sociétaire ;
- Conseil d'administration du Daedalos Institute of Geopolitics (Nicosie) : membre ;
- Cercle des libres penseurs franco-tunisiens (Paris) : fondateur et secrétaire général ;
- Rassemblement des écrivains arabes : membre ;
- Fondation des philosophes arabes : membre.

### Ouvrages
- Non Delenda Carthago, Carthage ne sera pas détruite : autopsie de la campagne antitunisienne, Paris, Éditions du Rocher, 2002, 430 p. (ISBN 978-2268044262).
- Cercle des libres-penseurs franco-tunisiens, Des acquis aux défis : les enjeux des élections présidentielles et législatives d'octobre 2004, Paris, Médiane, 2004 (ISBN 978-2915161090).
- (ar) L'Information et la continuité culturelle entre les Arabes et l'Occident, Tunis, Organisation arabe pour l'éducation, la culture et les sciences, 2004.
- La Face cachée de la révolution tunisienne : islamisme et Occident, une alliance à haut risque, Tunis, Arabesques, 2011, 411 p. (ISBN 978-9938801934).
- Mon Combat contre l'islamisme et ses idiots utiles : chroniques (1995-2021), Paris, L'Harmattan, 2022, 310 p. (ISBN 978-2343248639).
- Du conflit de civilisation à la guerre de substitution (préf. Hubert Védrine), Paris, Éditions Jean-Cyrille Godefroy, 2022, 188 p. (ISBN 978-2865533275).

### Contributions
- « Introduction à la pensée islamique », Histoire des idées politiques, La Garenne-Colombes, éditions de l'Espace européen, 1990 (réédité en 1991 et 1992)
- « Le politique est coupable, pas le religieux », L'islam est-il rebelle à la libre critique ?, Paris, Corlet-Marianne, 2001
- « Symbiose et non osmose, diversité et non dilution », Arabofrancophonie, Paris, L'Harmattan, 2001
- « Islam et athéisme », Rétrospective, Montréal, Eska, 2000
- « Du théologico-politique comme problématique commune à l'islam et au christianisme », Pour un islam de paix, Paris, Albin Michel, 2001
- « Réflexion sur l'islam et le christianisme dans leur rapport au personnalisme », La Personne et son avenir (hommage à Emmanuel Mounier), Paris, Au Signe de la Licorne, 2002
- « Rôle du dialogue des religions pour asseoir les fondements de la paix », Du dialogue euro-arabe. Exigences et perspectives, Tunis, Organisation arabe pour l'éducation, la culture et les sciences, 2003
- « Violence anomique ou violence atavique ? », dans Raphaël Draï et de Jean-François Mattéi [sous la dir. de], La République brûle-t-elle ? Essai sur les violences urbaines françaises, Paris, Michalon, 2006
- « Genèse de la dissidence dans l'islam des origines », préface au livre de Moncef Gouja, La grande discorde de l'islam, Paris, L'Harmattan, 2006
- « Peut-on considérer le comparatisme comme pierre angulaire du dialogue entre les religions et les civilisations et comme fondement éthique et épistémologique de la tolérance ? », Dialogue des religions d'Abraham pour la tolérance et la paix, Tunis, Université de Tunis - El Manar, 2006
- « L'islam est-il au cœur de la crise identitaire européenne ? », L'identité de l'Europe, sous la direction de Chantal Delsol et Jean-François Mattéi, Paris, Presses universitaires de France, 2010  (ISBN 978-2130583080)